# Diabolus
Diabolus ist der deutsche Titel des Erstlingswerks des US-amerikanischen Schriftstellers Dan Brown (englischer Originaltitel: Digital Fortress) aus dem Jahr 1998. Der Roman erschien am 21. Februar 2005 in deutscher Übersetzung.
Der Name des titelgebenden Programms ist von der griechischen Bezeichnung des Teufels abgeleitet, es ist ihre latinisierte Form.

## Handlung
Der US-Geheimdienst NSA hat ein Problem: Ensei Tankado, ein Ex-Kryptograph der NSA, hat das Verschlüsselungsprogramm Diabolus entwickelt, gegen das der Supercomputer der NSA, der TRANSLTR – der bis jetzt noch jeden Code geknackt hat und damit ein unentbehrliches Werkzeug für den Geheimdienst ist – angeblich machtlos ist. Um das Programm auf die Probe zu stellen, umgeht der Vizechef der NSA, Trevor Strathmore, die Sicherheitsfilter des Computers und speist es in das System ein. Tankado aber ist inzwischen anscheinend an einem Herzinfarkt in Sevilla gestorben. Kurz vor seinem Tod hatte er noch einen Ring an einen Fremden weitergegeben.
Susan Fletcher, eine der fähigsten Mitarbeiterinnen der NSA, wird inzwischen von Strathmore in die Krypto-Abteilung der Sicherheitsbehörde beordert, um ihn dort mit ihren Kenntnissen zu unterstützen, während ihr Verlobter David Becker, ein Sprachlehrer, nach Sevilla geschickt wird, um in Besitz des Ringes zu kommen. Susan erfährt erst jetzt, warum Strathmore sie gerufen hat: Der Computer hängt in einer Rechenschleife fest. Strathmore und Susan setzen nun alles daran, den Rechner wieder in den Normalzustand zurückzuversetzen, da dieser langsam heiß läuft.
Über Umwege finden sie schließlich heraus, dass Diabolus in Wirklichkeit kein Verschlüsselungsprogramm, sondern ein Computerwurm ist, der von Tankado darauf programmiert wurde, die Firewalls der NSA-Datenbank zu zerstören. Dann würden nicht nur die Daten des Geheimdienstes öffentlich bekannt werden, sondern auch geheimes Material der US-Regierung und des Militärs wären frei zugänglich über das Internet abrufbar. Gleichzeitig jagt David dem Ring hinterher, in dem Susan und Strathmore einen eingravierten Code vermuten, der den Wurm stoppen kann, während er von einem Profikiller namens Hulohot verfolgt und bedroht wird.
Nach vielen Toten und einem mysteriösen Verwirrspiel stellt sich schließlich heraus, dass Strathmore selbst vorhatte, das angebliche Verschlüsselungsprogramm Diabolus an eine Computerfirma zu verkaufen, allerdings erst, nachdem er das Programm mit einer Hintertür versehen hätte, die der NSA ungehindert Zugang zu allen Daten verschafft hätte, die mit diesem Code verschlüsselt werden. Die Computerfirma hätte das Programm verkauft, die NSA hätte allen vorgemacht, wie machtlos sie nun sei, während sie in Wahrheit sämtliche Mails würde lesen können. Strathmore war es auch gewesen, der Tankado umbringen ließ und den Killer auf David hetzte, weil er sich selbst in Susan verliebt hatte. Doch sein Plan fliegt auf und er geht mit dem explodierenden TRANSLTR unter. Susan aber schafft es, aus der Flammenhölle zu fliehen und findet mit anderen Kryptologen das schwierige Passwort für die Deaktivierung des Wurms. So bewahrt sie die Datenbank in letzter Sekunde vor Unmengen von Hackern, die schon darauf warten, sich die Daten der Mega-Festplatte anzueignen. Dann kann sie endlich ihren Traum wahr machen und mit David in den Urlaub fahren.
Die Handlung verläuft in zwei Strängen: einerseits die Kryptographische Abteilung und andererseits Sevilla, wo Susan Fletchers Verlobter David Becker auf der Suche nach dem Code von der Gegenseite gehetzt wird.

## Grundthema
Das Grundthema von Diabolus ist die Frage der Datensicherheit und damit die des lateinischen Wahlspruchs von Ensei Tankado Quis custodiet ipsos custodes: „Wer überwacht die Wächter?“
Es zeigen sich zwei Seiten, deren Ansichten aufeinandertreffen:
- Strathmore, NSA, Susan: Der Zweck heiligt die Mittel. Die NSA ist durch ihre Aufgabe, den Staat zu schützen, befugt, jede verschickte Nachricht zu lesen und chiffrierte Nachrichten zu entschlüsseln. Durch den Vorteil, kriminelle Aktivitäten zu verhindern, ist der Verlust der Privatsphäre zu entschuldigen. Commander Strathmore kämpft für die Sicherheit des Landes, hat aber keinerlei Skrupel, für dieses Ziel Menschen zu hintergehen.
- Tankado, EFF, Greg: Die Privatsphäre des Menschen sollte unangetastet bleiben. Das Abfangen und Dechiffrieren von Nachrichten sollte wie das Abhören von Telefonaten nur per Gerichtsbeschluss möglich sein. Eine Regierung, die alle Nachrichten lesen kann, kann jegliche Opposition unterbinden. Der TRANSLTR, der die Entschlüsselung jeder Nachricht möglich macht, ist der Beginn des Überwachungsstaates, zumal Strathmore die Existenz dieses Computers geheim hält. Da die NSA ohne jegliche Beaufsichtigung handelt, hat sie die Möglichkeit zu willkürlichem Handeln.

## Künstlerische Freiheiten
Diabolus wird für diverse Fehler und Ungenauigkeiten, u. a. seiner Beschreibungen von kryptologischen Verfahren und Gegebenheiten, kritisiert.
- In Diabolus führen Computer alle Daten als Programmcode aus, auch wenn die Daten nur angezeigt oder durchsucht werden sollen. Dadurch kann TRANSLTR beim Versuch, Diabolus zu entschlüsseln, den Virus ausführen, und Susan kann mit Hilfe ihres Tracers E-Mail-Adressen herausfinden, die mittels eines Remailers verdeckt wurden. Ein Betriebssystem stellt hingegen normalerweise sicher, dass Daten nur dann als Code ausgeführt werden, wenn der Benutzer oder Verwalter dies beabsichtigt.
- Computer, auf welchen wertvolle Daten gespeichert oder verarbeitet werden, werden stets von Computern getrennt, auf welchen verdächtiger Programmcode analysiert oder ausgeführt wird. Datenaustausch zwischen beiden Systemen ist nur auf physischen Datenträgern (zum Beispiel eine externe Festplatte) und nach eingehender Überprüfung möglich. Dan Brown ignoriert hier den Air Gap, eine grundlegende Sicherheitsmaßnahme bei Computernetzwerken. Dies geschieht allerdings auch in anderen Werken, wie zum Beispiel im Film Skyfall.
- Der Autor erläutert, dass der Aufwand beim Brute-Force-Angriff, also dem Ausprobieren aller möglichen Schlüssel mit steigender Schlüssellänge linear steige, d. h. zum Knacken eines 128-Bit-Schlüssels benötige man doppelt so lange wie für eine Verschlüsselung mit 64 Bit. Tatsächlich steigt der Aufwand allerdings exponentiell, d. h. schon für einen 65-Bit-Schlüssel benötigt man doppelt so lange wie für einen 64-Bit-Schlüssel (denn 64 Bit = 264 mögliche Schlüssel, 65 Bit = 265 = 2 x 264 mögliche Schlüssel). Verlängert man einen Schlüssel um 64 Bit, steigt die benötigte Zeit zum Ausprobieren aller möglichen Schlüssel im selben Verhältnis von einer Millisekunde zum Alter des Universums.
- Der Vorteil des Public-Key-Verfahrens, welches Brown anfangs „erläutert“, besteht in der Asymmetrie der Schlüssel. Private-Key bedeutet, dass nur eine Partei diesen besitzt. Verschlüsselt wird mit dem Public-Key, den jeder besitzen darf, da man den chiffrierten Text mit dem öffentlichen Schlüssel nicht wieder entschlüsseln kann. Brown verwechselt „private“ mit „secret“, also geheim, und erläutert, sowohl Ver- wie auch Entschlüsselung erfolge mit dem Private-Key.[3]
- Nicht entschlüsselbare Codes sind nichts Besonderes und existieren bereits seit längerem, beispielsweise das sogenannte One-Time-Pad. Ein notwendiges Kriterium für solch einen Code ist jedoch die Verwendung eines Schlüssels, der mindestens so lang ist wie der zu verschlüsselnde Klartext.
- Dan Brown verwechselt das komprimierte Dateiformat ZIP, das Verschlüsselungsprogramm PGP und das Diffie-Hellman-Schlüsseltauschverfahren mit Verschlüsselungsverfahren.[4]
- Er erwähnt das Gewicht der Enigma – the Nazis’ twelve-ton encryption beast – mit zwölf Tonnen.[5] Sie wog allerdings gerade einmal 12 Kilogramm. Brown bezieht sich hier wohl eher auf die Entschlüsselungsmaschinen der Alliierten, wie beispielsweise die sogenannte „Turing-Bombe“.
- Auch wird die Schlüssellänge von 64 Bit in dem Buch mit einem Passwort von 64 Zeichen Länge gleichgesetzt. Die Schlüssellänge ist aber vom Passwort unabhängig, da beliebig lange Passwörter mittels Hash-Verfahren (wie SHA) in Schlüssel mit definierter Länge umgewandelt werden – üblich sind heutzutage 128, 192 oder 256 Bit.
- Im Laufe der Erzählung wird behauptet, der 1944 in den USA entwickelte Mark I sei der weltweit erste (digitale) Computer gewesen. Der wurde aber schon 1941 mit dem Zuse Z3 von Konrad Zuse und Helmut Schreyer gebaut.
- Die Verfolgungsjagd über die Treppen im Turm von Giralda der Kathedrale von Sevilla kann so nicht stattfinden: In diesem Gebäude gibt es keine Treppen nach oben, nur Rampen.
- Es wird behauptet, dass in Spanien Prostitution verboten wäre.[6][7] Das ist keineswegs der Fall. Es gibt nur lokale Einschränkungen bei der Straßenprostitution.
- Die Atombombe, die 1945 über Hiroshima abgeworfen wurde, hieß Little Boy und nicht Big Boy.[8] "Big Boy" war jedoch eine bekannte, in den 1940ern entwickelte Dampflokomotive.
- Zum Ende wird behauptet, dass die Atombombe Fat Man, die Nagasaki zerstörte, aus Uran238U bestand.[9] Einerseits widerspricht das den historischen Begebenheiten – die spaltbare Masse bestand aus Delta-Phase-Plutonium-Legierung (überw. 239Pu, sowie einer sehr geringen Menge an Gallium) – und andererseits ist dies technisch unsinnig, da 238U nicht spaltbar ist und darum nicht für nukleare Reaktionen genutzt werden kann. Tatsächlich wurde aber 238U in der Fat-Man-Bombe als Neutronenreflektor eingesetzt.

## Ausgaben
- Dan Brown: Diabolus. Thriller. Aus dem Amerikanischen von Peter A. Schmidt. Lübbe, Bergisch Gladbach 2005, ISBN 978-3-7857-2194-0.

Hörbuch
- Dan Brown: Diabolus, sechs CDs gelesen von Detlef Bierstedt. Lübbe, 2005, ISBN 978-3-7857-1477-5.